# Памятник Юрию Гагарину (Монпелье)
Памятник Юрию Гагарину в Монпелье (Франция) был открыт 5 октября 2017 года.
Памятник размещён на мосту, который также  назвать в честь Юрия Гагарина. Этот мост был открыт здесь годом ранее.
Памятник, установленный в Монпелье, является точной копией памятника Гагарину, который находится на родине российской космонавтики в Калуге около Музея космонавтики. Ещё один близнец этого памятника находится около первой штаб-квартиры НАСА в Хьюстоне.
На торжественной церемонии открытия присутствовали мэр города Монпелье Филипп Соррель, губернатор Калужской области Анатолий Артамонов, генеральный консул РФ в Марселе Сергей Молчанов, переводчик Жорж Климов, депутат российской Государственной Думы Геннадий Скляр, в и другие. Климов работал с Гагариным и другими советскими космонавтами во время их приезда во Францию на остров Бендор по приглашению Поля Рикара. На этом острове позднее была установлена мемориальная табличка в честь этого. Всего Гагарин бывал во Франции три раза – в 1963, 1965 и 1967 годах.
Инициатива установки этого памятника принадлежит  мэру Монпелье Филиппу Соррелю, он принял такое решение после посещения Калуги. 

## Описание памятника
Памятник представляет из себя полноростовую скульптуру, Юрий Гагарин изображён здесь  без космического скафандра, в обычной рубашке и брюках.
Гагарин представлен стоящим, подняв руки высоко над головой, его лицо изображено улыбающимся.
Памятник помещён на изогнутую выпуклую поверхность, символизирующую поверхность планеты.
И памятник, и подставка выполнены из бронзы.
Высота памятника составляет 3 метра.
Интересной особенностью расположения памятника является то, что он намеренно установлен таким образом, чтобы лицо Гагарина смотрело в сторону его родины, России.